# Мамиконян, Ваан
Ваа́н (Вахан, Ваган) Мамиконя́н (арм. Վահան Մամիկոնյան; 440—505/6) — средневековый армянский спарапет (военачальник). Марзпан (персидский наместник) Армении с 485 года.

## Биография
Ваан родился между 440 и 445 годами, его отцом был Амаяк Мамиконян, младший брат спарапета Вардана Мамиконяна (ум. 451). Потеряв отца ещё в детстве, Ваан вместе с братьями был увезен заложником в Персию. Позже был выкуплен грузинским князем Аршушей, мужем сестры его матери.

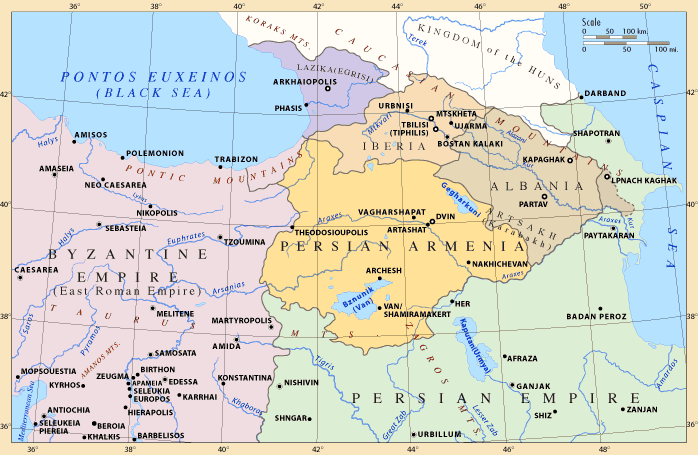
Персидская Армения (оранжевым цветом)

Вернувшись на родину, возглавил восстание христианских народов Кавказа против Сасанидской Персии, которая пыталась искоренить христианство в Армении, Грузии и Кавказской Албании и насадить в этих странах зороастризм (официальную религию Персии) для окончательного подчинения их персам.
После поражения персидских войск в войне с эфталитами (белыми гуннами) на востоке Персии и гибели шахиншаха Пероза его брат и преемник Балаш (484—488) заключил мир с Вааном и получил его поддержку в борьбе со своим братом и соперником Зарером (Зарехом). Армянские войска разбили сторонников Зарера, а сам он бежал в горы и был убит.
После этого Ваан был приближен к шахскому двору и вскоре назначен марзпаном (наместником) Армении с резиденцией в Двине (485). Условия мирного договора с восставшими предусматривали утверждение в Армении христианства в качестве государственной религии, запрещение там зороастризма и разрушение зороастрийских храмов. Шахиншах Балаш, в надежде установить прочный мир, удовлетворил требования армян; его правление в целом отличалось терпимым отношением к христианам.
В дальнейшем Сасаниды не пытались насаждать зороастризм ни в Армении, ни в зависимых от них странах Кавказа, в чем немалая заслуга принадлежит Ваану Мамиконяну. При нем был восстановлен соборный храм Вагаршапата (Эчмиадзин) и учреждены там монастырь и братство. Настоятелем монастыря он назначил Лазаря Парпеци, своего друга, который воспитывался матерью Ваана вместе с её 4 детьми и, по всей вероятности, находился в родственных связях с семьей Мамиконянов. По повелению Ваана Лазарь написал «Историю Армении». Ценные сведения о времени Ваана сохранились в адресованном ему Послании Лазаря Парпеци.